# Book Tower
Book Tower – wieżowiec w Detroit, w stanie Michigan, w Stanach Zjednoczonych, o wysokości 145 m. Budynek został otwarty w 1926 i liczy 38 kondygnacji.